# Кускатлан
Кускатлан (Tekuyut Kuskatan) — піпільська держава в Центральній Америці, що утворилася напочатку XIII ст. Обіймала частину території сучасної держави Сальвадор й частково Гватемали. У 1528 році була знищена іспанськими конкістадорами на чолі із Педро де Альварадо.

## Історія
З X ст. почався рух індіанців племені піпіль з групи науа з Центральної Мексики, який продовжився у XI—XII ст. Ймовірно деякий час піпіль входили до складу Тольтекської держави, від якої перейняли військові, релігійні та культурні традиції. Почавшийся рух піпіль вчені пов'язують з якимись конфліктами або погіршенням економічної ситуації у Мексиканській долині.
У 1100-ті роки цей процес прискорився під тиском племен чичимеків. Зрештою піпіль зайняли захід і центр сучасного Сальвадору. Близько 1200 року утворилася держава народу піпіль. Назва держави Кускатлан перекладається як «Країна коштовностей».
Першим володарем піпіль вважається Топільцін Ашиль. Описи суспільних груп, способу виробництва, ремесел, корпорацій, торгівлі, теогонії і релігійного ритуалу, на думку дослідників, свідчить про схожість їх з містами-державами Мексиканської долини при домінуванні ацтекських рис.
З XIV ст. починається поступово експансія, територія держави розширилася до земель маянського племені какчікелей, що володіли містом-державою Ішимче. З останнім було укладено вигідний військово-політичний та економічний договір. Водночас були зайняті землі на півночі (до Ескуїнтли сучасної Гватемали), де тамтешнє плем'я шінка  визнало зверхність Кускатлана. Посилення Кускатлана призвело до конфлікту з племенами мая кіче та какчікель, що тривав у 1450—1460 роках.
Численні війни призвели до посилення податкового тягаря на простолюдинів, що у свою чергу викликало повстання наприкінці 1460-х — на початку 1470-х років. Лише рішучі дії володаря Куачіміціна допомогли панівній династії зберегти вплив. Натомість були зменшені розміри данини й податків. Водночас проведено правову реформу, затверджено порядок спадкування трону. У 1470 році було укладено новий союз з качикелями, а держава кіче поринула у внутрішні конфлікти. Разом з качикелями Кускатлан завдав поразки племені мая-цутухілі.
Втім, наприкінці 1470-х років Кускатлан знову вступив у конфлікт з качикелями з міста-держави Ішимче. Незабаром проти піпіль виступили мая-кіче. Під час тривалої війни у 1501 році були встановлені торговельні відносини з Ацтекською імперією через купців-почтека. Останні передали пропозицію Кускатлана до уей тлатоані Ахвіцотля щодо укладання політично-економічного союзу.
Завдяки цьому союзу Кускатлан отримав підтримку від ацтеків, завдяки тиску останніх кіче та качикель у 1501 році вимушені були укласти мир з Кускатланом. Водночас було укладено великий мир з кіче та качикель, згідно з яким сторони зобов'язалися допомагати одна одній військовими силами та дозволялися широкі торговельні відносини на всіх землях.
Завершення війни сприяло політичному та економічному піднесенню держави. Розбудовуються старі міста, з'являються нові, зокрема Атакат (на території сучасної Гватемали). Вдалося встановити зверхність над племенами ленка і мая-чорті, на яких здійснювався також економічно-культурний вплив. Через них кускатланці розвивали торгівлю з племенами, що мешкали на територіях сучасних Гватемали, Гондурасу та Нікарагуа.
Втім у 1520 році через іспанців (або втікаючих ацтеків) сюди було занесено епідемію віспи, від якої померло близько 50% населення Кускатлана, зокрема володар Тональтут. Цим вирішили скористатися качикелі з Ішимче, що у 1521 році атакували кускатланців.

### Повалення
Експедиція під керівництвом Педро де Альварадо, відправлена з Мехіко Ернаном Кортесом, досягла в 1524 році території Кускатлана. Конкістадори дійшли до берегів Тихого океану, перетнувши 6 червня прикордонну річку Пас. На рівнині, що лежить неподалік від теперішнього порту Акахутла, їх чекало військо кускатланців на чолі з Атлакатлєм і його радником Атоналєм. 8 червня відбулася битва. Впевнений у силі своєї кінноти, Альварадо удав, що повертає назад, індіанці стали переслідувати його. Повівши загони супротивника подалі від лісу, де вони могли б у разі потреби сховатися, конкістадор холоднокровно й безжально розправився з ними на відкритій місцевості. 13 червня відбулася ще одна битва при Такуцкало, в якій піпіль зазнали поразки.
17 червня того ж року Альварадо захопив столицю Кускатлан. Після чого він послав за володарями піпіль, але ті відповіли гінцям, що якщо він бажає їх бачити, нехай прийде до них сам, а вже вони зустрінуть його у всеозброєнні. Тоді конкістадор вирішив діяти «за законом»: він влаштував суд над бунтівними правителями і заочно засудив їх до смертної кари за зраду іспанському королю. Пошуки заколотників ні до чого не призвели, тому іспанці вирішили повернутися до Гватемали, що й сталося 21 липня.
Щоб нарешті зміцнитися в регіоні, знадобилося ще дві експедиції, проведені в 1525–1528 роках. У 1525 році на місті столиці Кускатлан конкістадорами на чолі з Гонсало де Альварадо було засновано місто Сан-Сальвадор. Проте у 1526 році піпіль відвоювали свою столицю, знищивши іспанську залогу. У 1528 році Сан-Сальвадор було перенесене на 40 км на північний захід. З грудня 1527 до лютого 1528 року тривала війна між кускатланцями та іспанцями на чолі із Дієго де Альварадо. Останні зрештою повністю перемогли. У 1529 та 1537 роках відбулося декілька потужних повстань. Лише у 1540 році піпіль були остаточно підкорені іспанцями.

## Територія
Землі Кускатлінчана охоплювали долину біля м. Чальчуапа, верхню частину басейну річки Ачельхуате, долину Сонсонате, область навколо озера озера Гюйха, прибережні рівнині навколо міст Акахутла і Коста-дель-Бальзамо. Загальна площа становила 10 тис. км2.
Основними містами були столиця Кускатлан, Чіуатан, Чальчуапа, Ігуальтепеке, Мопілько, Ауачапан, Атікісая. Населення у 1520 році (перед епідемією віспи) становило близько 200 тис. осіб.

## Державний устрій
Усе населення поділялося на касти або класи: знаті-піпільтін (сюди відносили цивільні і військові аристократи, вище жрецтво); торгівці-почтека, простолюдини, до яких належали селяни, ремісники, рибалки; раби.
На чолі держави стояв володар — куаутакетцані (від куаутлатоані науатль — «орел-оратор»). Йому допомагав головний радників та військовик — суакуат. Спочатку ці посади були виборними, що було проявом військової демократії, що деякий час зберігалася у піпіль. Ці очільники виконували обов'язки очільників війська та жерців. З 1470-х років посади стали спадковими, перетворивши Кускатлан у монархічну державу. Володарі стали носити титул уей куаутакетцані (аналог уей тлатоані в ацтеків), а суакуата доповнено посадою такетцан іпільціном (аналог чіуакоатля в ацтеків).
Після смерті володаря владу успадковував старший син, обо інший родич, якого вказував перед смертю куаутакетцані. При відсутності заповіту його обирала Рада восьми. Також вона призначала регента при малолітньому володареві (часто ним става брата померлого володаря).
З усіх важливих питань вони консультувалися з Радою восьми (Такестке — від тлатоке, тобто знатні). В останню входили представники аристократії, вищого жрецтва та військовики: такушкальката (володаря списів), що відповідав за зберігання та поповнення зброї, військової амуніції; такатека (різак чоловіків), що відповідав за організацію війська та виконував обов'язки військового судді; тіланкалькі (пан темного будинку), головний жрець; ецуауакат (проливаючий кров), що був верховним суддею та забезпечував виконання вироків; уїтцнауат, що відповідав за шляхи і транспорт; тікошауакат, що відповідав за постачання харчів та інших важливих товарів; тешалькуат (хранитель зміїного дзеркала), що був заступником такатеки; куаночт (головний орел), що очолював своєрідну «поліцію». В їх обов'язки входило обрання або затвердження наступного володаря, керування податками, розробка законів.
Військові посади поповнювалися з числа представників правлячої динаті та знаті, що призначалися до відповідного органу — Пілуанціміт (в перекладі з піпіль — сини Ціміта).
Держава була поділена 74 провінції-кальпушкаю, з яких найважливішими були: Кускатлан (столична область), Теколука, Нонуалько, Ітцалько, Кохутепек, Пурулапа. На чолі цих провінцій стояли такетцані, що призначалися з числа знаті. Існував також звучай коли голова великої провінції керував також декількома сусідніми, меншими. Провінції поділялися на громади-кальпулі на чолі з теку і алауе. Податки та данину збирали кальпішке.
На чолі жрецької колегії стояв тектль. За здійснення ворожіння та пророцтв відповідав жрець-теуаманіте. Ці вищі жерці обиралися спеціальною Радою чотирьох (Теупішке). Нижче розташовувалися жерці-тупільцини, що відповідали за збереження статуй богів та ритуальні речі. Часто ці посади були спадковими, або їх обіймали члени однієї родини.

### Уей куаутакетцані
- Куачіміцін (1450-ті—1470-ті)
- Тутекотциміт (1470-ті—1501)
- Тональтут (1501–1520)
- Атлакатль (1520–1528)

## Військо
Загальна чисельність за оцінками дослідників становила 30—50 тис. вояків. Основою війська була піхота. Основні види військ складалися з вояків зі списами, вояків з луками та вояків з кийками-уїтшаукі.
Зброя зберігалася у приміщеннях на кшталт арсеналів. Особиста зброя вояка складалася зі списа (короткого — текуц, довгого, у 6,3 м — тепуштупіль), дерев'яного кийка-макуауїта (з платинами з обсідану чи кременя у пазах), великого кийка-уїтшаукі (обсидіанові леза були загострені з усіх боків), лука (тауїтул) зі стрілами (міт). Текуц вояки Кускатлана кидали у ворога за допомогою списокидалки.
Частина (особливо знать) мала обладунки з обробленої бавовни завтовшки у 3 пальці — ішкауїпіль. Обладунки тауїш захищали вояка від плечей до колін, на нього наносили зображення ягуара або орла. На стегна одягалися захисні пов'язки-маште, під обладунки сорочка-котон. Голову захищав дерев'яний шолом-куатепош. Також для захисту використовувався щит-шімаль, який знатні й богаті вояки прикрашали пір'ям птаха кетцаль.
Молодики починали службу в «званні» куетспаля (зброєносця). Набувши досвіду, ставали тіакау, після захоплення першого полоненого воякові надавали звання яокіцке, після захоплення 2 ворогів — текулукелус («хоробра сова»), 3 — куауке («вояк-орел»), 4 — уцелут (вояк-ягуар). Останній також отримував почесне звання текіуа («хоробра людина»), що відкривало шлях до вагомих державних посад, а згодом, після захоплення більшого числа полонених, дістати призначення військового очільника та члена Ради восьми — такатека. Втім, останню посаду обіймали виключно представники знаті.

## Економіка
Основним заняттям було землеробство із застосуванням штучного зрошення. Культивувалися кукурудза, квасоля, какао, тютюн, перець чилі, помідори, гарбузи, картопля, маніока, батат, бавовник, авокадо. Особливу галузь склало виробництво меду та воску, чому сприяли природні умови.
Також мешканці займалися полюванням на єнотів, оленів, агуті, яшуарів, різних птахів, насамперед куріпок, качок, кетцалей, краксів. Розвинулося птахівництво, де найбільш поширеною свійською птицею була індичка. Розводили також їстівнихсобак-шулуть. Важливе місце мало рибальство, переважно в озерах та річках — рибу та креветки.
В державі велася розробка вапняку, обсидіану, солі, смолу дерев копал та ліквідамбар, налагоджено було виробництво папіру-аматля.
З ліан агави робилися циновки, гамаки, мотузки, сілки. Як ремесла найбільше розвинулось виробництво кераміки (особливістю є посуд з увігнутими стінками або високими шияками) та одягу (побутовий одяг, постільна білизна, ковдри, москітні сітки, своєрідні шпалери, сандалі). Як фарби використовувалися рослинні або тваринні барвники. найулюбленішими кольорами, які кускатланські майстри застосовували при прикрашенні посуду та одягу були синій, червоний, жовтий та чорний.
Кускатлан займав важливе місце у Месоамериканській торговлі. Торгівці вивозили в інші країни кукурудзу, рибу, креветки, какао, бавовну, шкури тварин, мед, віск, мушлі молюсків, цінне пір'я птахів, сіль, індичок, фарби, одяг. Для розвитку внутрішньої торгівлі в усіх містах діяли спеціальні ринки-тіанкіцти.

## Право
Законодавство Кускатлана представляло собою пережиток родового права. Основою його був своєрідний карний кодекс, що регулював усі можливі порушення. Смертю каралося: державна зрада і змова проти володаря, перелюб, інцест, втрата цнотливості, зневага до померлого, крадіжка з храмів та палацу правителя, вбивства вільного мешканця. Як покарання застосовувалися удари батогами, палицями. При менш значних злочинах сплачувалася компенсація. Найбільший внесок в розвиток права зробив куаутакетцані Тутекотциміт.
Водночас в кожній провінції існувало своє право. В цьому Кускатлан нагадував сучасні федеральні країни, де існує федеральне законодавство і законодавство штатів.

## Культура
Руїни міст Кускатлан, Коатепек та інших свідчать про високий рівень розвитку цивілізації. Культурно був пов'язаний з цивілізаціями території Південної Мексики. Від мая або ацтеків, на думку інших — тольтеків було перейнято календарну систему. Першим був — 365-денний цивільний календар, що складався з 18 місяців по 20 днів, 5 днів були додатковими; 260-денний релігійний календар з 20 тижнів по 13 днів.

### Міфологія
Значний вплив на культуру Кускатлана мали мая з міста-держави Копан — у класичний період (початок заселення у X ст.), та тольтеки — у післякласичний період (XI–XII ст.). Це відобразилося у застосуванні поліхромної кераміки, обсидіанової зброї, а також в міфології. Основу пантеону складали тольтекські божества — Кетцалькоатль та Ітцкуейє, Теотль (творець Всесвіту), Шіпе-Тотек (бог родючості), Еекатль (бог вітру), Тлалок (бог дощу), Тецкатліпока, Чалчітлікуе (богиня рухомої води, річок і струмків), Тонатіу (бог сонця) Мештлі (богиня Місяця), Тонантцін (богиня землі) Шіломен (богиня кукурудзи) і Toci (богиня стиглої кукурудзи).
Кускатланці перейняли також традицію жертвоприношення. Найбільш пишними були два свята на рік (3 травня і 2 листопада), де приносили в жертву дітей від 6 до 12 років. В інших важливих випадках приносили в жертву собак, ленів, риб, власну кров. В разі військових успіхів жертвами виступали раби.

### Мистецтво
Загалом мистецтво мало більш релігійний характер. З XIII ст. розвиток культури відобразився перш за все у підвищенні якості архітектури. Храми і палаци стали більш досконалими, з каміння, складалися з декількох масивних стін та потужної центральної платформи. В такому стилі зводили палаці володаря, знаті та жерців, храми. Водночас піраміди були порівняно з ацтекськими та маянськими невисокими. Оселі простолюдинів представляли собою солом'яні або дерев'яні хати.
Зі скульптурного доробку піпіль збереглися лише стели з храмів. Вони були переважно антропоморфного і зооморфного характеру. Особливістю їх є більш глибоке різьблення в камінні (на відміну від інших месоамериканських культур). Частково збереглися високі статуї богів, що стояли перед храмами.
Тут також була популярною месоамериканська гра у м'яч. Дотепер залишилися руїни стадіонів, кам'яні фігури божеств і стели з рельєфами.

### Мова
Розмовляли одним з діалектів мови науатль, який поступово перетворився на самостійну мову, відому тепер як піпільська.

### Писемність і освіта
Малося власне ієрогліфічне письмо. Усі події записувалися у кодекси, традиція яких була запозичена у мая або тольтеків. Навчання починалося з усних повчань батьків. З 14—15 років молоді хлопці та дівчата продовжували освіту у спеціальних школах — телпушкалі та калмекакі. Перший був орієнтований на підготовку вояків, допуск до нього мале усі вельне населення, в іншому навчалися представники знаті й жрецтва.

### Лічба
Застосовувалася 20-річна система числення. Основу становив знак пуаль, що дорівнювався 20 і позначався прапорцем. Найменшим значенням було 4 (тцонте) у вигляді дерева, найбільшою була 8000 (шикіпіль) у вигляді трикутника з клом на кінці.